# David Delos
 (mai 2018).
David Delos est un journaliste français, né le 12 juillet 1971. Il présente Votre Instant Politique, sur la chaîne France Info, chaque soir entre 19h et 20h, ainsi que la chronique éco dans La Matinale de France Info.

## Biographie
D'ascendance martiniquaise, David Delos travaille pendant plusieurs années à Bloomberg TV, une chaîne économique et financière. En 2006, à la suite du départ de Vanessa Burggraf pour France 24, il la remplace à la présentation du Journal de 17 heures de TV5 Monde. 
Il présente également Écran vert, une nouvelle émission sur TV5, consacrée à l'environnement.
Depuis l'été 2013, il présente les journaux sur Europe 1.
Depuis le lundi 27 août 2018, David Delos présente la chronique bourse sur BFM Business dans l’émission Good Morning Business de Stéphane Soumier.
Cependant, à l'aube des élections présidentielles, la chaîne publique d'information franceinfo l'embauche pour présenter un grand magazine politique quotidien en direct de 19h à 20h. Baptisé Votre Instant Politique, il interrogera la personnalité politique du jour qui répondra également aux interrogations des téléspectateurs, à l'instar de l'emblématique L'Heure de Vérité de François-Henri de Virieu.

## Émissions
- La Bourse sur Bloomberg TV
- Le journal de 17 heures de TV5Monde
- Écran vert sur TV5 Monde